# Imperial (Califòrnia)
Imperial és una població dels Estats Units a l'estat de Califòrnia. Segons el cens del 2006 tenia 11.754 habitants.

## Demografia
Segons el cens del 2000, Imperial tenia 8.100 habitants, 2.308 habitatges, i 1.911 famílies. La densitat de població era de 746,5 habitants/km².
Dels 2.308 habitatges en un 53,9% hi vivien nens de menys de 18 anys, en un 65,9% hi vivien parelles casades, en un 13% dones solteres, i en un 17,2% no eren unitats familiars. En el 14% dels habitatges hi vivien persones soles el 5,2% de les quals corresponia a persones de 65 anys o més que vivien soles. El nombre mitjà de persones vivint en cada habitatge era de 3,26 i el nombre mitjà de persones que vivien en cada família era de 3,6.
Per edats la població es repartia de la següent manera: un 35,3% tenia menys de 18 anys, un 7,8% entre 18 i 24, un 33,8% entre 25 i 44, un 16,8% de 45 a 60 i un 6,3% 65 anys o més.
L'edat mitjana era de 30 anys. Per cada 100 dones de 18 o més anys hi havia 91,5 homes.
La renda mitjana per habitatge era de 49.451 $ i la renda mitjana per família de 53.053 $. Els homes tenien una renda mitjana de 37.373 $ mentre que les dones 27.778 $. La renda per capita de la població era de 16.538 $. Entorn del 8,9% de les famílies i l'11,6% de la població estaven per davall del llindar de pobresa.

## Poblacions més properes
El següent diagrama mostra les poblacions més properes.